# 假话国历险记
《假话国历险记》是20世纪意大利儿童文学作家贾尼·罗大里的代表作之一，讲述主人公小茉莉历险假话国，最后将强盗国王赶走的故事。

## 故事简介
假话国是一个“狗儿喵喵叫，猫儿汪汪叫”的颠倒国。国王贾科蒙内实际上是强盗出生，下令国家的一切都颠倒了过来。一天，假话国来了男孩小茉莉，他是一个大嗓门，一说话就能把窗玻璃、黑板和玻璃杯震碎。假话国有个画家小香蕉，还有一个瘸腿猫和热心助人的老人本韦努托，他们不愿说假话，不愿老百姓受欺压。后来大家齐心协力一同反抗，把强盗国王赶出了国家。

## 出版
故事创作于1958年，原标题为義大利語：，译为《小茉莉游说谎国》或《小茉莉在假话国》。

## 意义
罗大里通过童话的形式，虚构了一个混淆是非、黑白颠倒的假话国，对不合理的剥削社会进行了深刻讽刺，同时也歌颂了真理，突出了讲真话的重要性和真诚善良的可贵。

## 中文译本
- 罗大里; 杜建国（插图）. . 外国儿童文学丛书. 由任溶溶翻译 (少年儿童出版社). 1981年1月. CSBN 10024·3925 （中文）.
- 姜尼·罗大里. . 由任溶溶翻译. 大众文艺出版社. 2010年1月. ISBN 9787802402850 （中文）.
- 贾尼·罗大里. . 罗大里经典作品. 由李婧敬翻译 (中国少年儿童出版社). 2012年1月. ISBN 9787500797036 （中文）.

## 改编
- 中国：被改编为大型音乐童话剧并公开演出。[5]
- 苏联：《小茉莉的大嗓门》（俄语：Волшебный голос Джельсомино，1977年电影）